# Graveron-Sémerville
Graveron-Sémerville là một xã thuộc tỉnh Eure trong vùng Normandie miền bắc nước Pháp.